# Li Yong (político)
Li Yong (李勇, nacido en 1951) fue viceministro del Ministerio de Finanzas de China y es el actual director general de las Organización de las Naciones Unidas para el Desarrollo Industrial (ONUDI).

## Biografía
Li Nació en Longquan, 龙泉, provincia de Zhejiang, hijo de padres han. Se unió al Partido Comunista de China en 1973.  Recibió una maestría en economía luego de su graduación del Instituto de Investigación para Ciencias Fiscales del Ministerio de Finanzas ese año.
Entre 1985 y 1988 se desempeñó como primer y segundo secretario de la misión china ante las Naciones Unidas, y se convirtió en director del Ministerio de Finanzas del Banco Mundial en 1989. Prestó servicio en este puesto durante un año. Luego se convirtió en asesor de dicho banco hasta 1996. Li fue ascendido a director general y director ejecutivo en 1996. Ocupó este puesto hasta 1998. En 1999, se convirtió en secretario general en el Instituto Chino de Contadores Públicos Certificados y sirvió simultáneamente como ministro Auxiliar en el Ministerio de Finanzas entre 2000 y 2002. Renunció a su cargo para ser ascendido a viceministro en 2003.
El 7 de mayo de 2006, Li presentó su predicción de una caída del 25 % en el valor del dólar estadounidense. Esto provocó el debate sobre la creación de una Unidad de Moneda Asiática (ACU), un índice que intenta capturar el valor de una moneda asiática tomando un promedio en varios de ellos. Una de sus prioridades más altas fue luchar contra la inflación para promover la producción agrícola.
El 24 de junio de 2013, Li fue elegido por la Junta de Desarrollo Industrial de la ONUDI para suceder a Kandeh Yumkella como director general de dicho organismo. Fue nombrado director general por una sesión especial de la Conferencia General de la Organización el 28 de junio de 2013.